# 악어 (소설)
《악어: 특별한 사건 혹은 파사주 안의 파사주》(러시아어: Крокодил. Необыкновенное событие, или пассаж в пассаже 크로코딜 네오비크노벤노예 소비티예 일리 파사시 프 파사제[*])는 1865년 출판된 표도르 도스토옙스키의 단편 소설로, 도스토옙스키는 이 소설을 통해 당시 자본주의와 같은 새로운 서구의 사상이 유입되고 이로 인해 관련된 여러 문제들이 발생하고 있던 당시 러시아 제국의 세태를 풍자하고 비판하였다.

## 줄거리
Ohè, Lambert! Où est Lambert? As-tu vu Lambert?
이봐, 랑베르! 랑베르가 어디 갔지? 랑베르를 보셨나요?본 작품의 에피그래프

### 1부
관리 이반 마트레이치는 그의 아내 옐레나 이바노브나와 함께 악어를 보러 가기 위해 파사주로 갔다. 악어 외에도 다양한 동물들이 전시된 파사주에서 두 사람은 악어의 주인인 독일인의 설명을 들으며 악어를 관람하던 중, 이반 마트레이치가 악어에게 잡아먹히는 끔찍한 사고가 발생하고 만다. 악어의 배를 열어 그를 구하라는 옐레나와 그것을 반대하는 독일인과의 언쟁이 이어지던 중 악어의 뱃속에서 이반이 입을 열며 그가 무사함을 알린다. 소설의 화자는 이 사건을 해결하기 위해 티모페이 세묘니치를 찾아가기로 결정하고, 다음 날 그를 찾아간다.

### 2부
화자는 티모페이 세묘니치에게 이반 마트레이치가 겪은 사건에 대해 설명하지만, 티모페이는 진보와 여러 사상에 심취한 이반이 겪을 일이였다며 이를 대수롭지 않게 여긴다. 화자는 티모페이에게 이 사건을 해결할 조언을 요청하나, 티모페이는 악어는 사유 재산이며 이를 보상 없이 배를 가를 수 없다는 등 여러 이유를 들며 도움을 주지 않는다. 결국 화자는 다시 이반 마트레이치에게 가기 위해 파사주로 향한다.

### 3부
파사주에 도착한 화자는 악어의 뱃속에 있는 이반과 티모페이와의 대화를 비롯한 여러 주제로 대화를 시작하여 이반을 꺼내려 하나, 이반은 악어의 뱃속에서 나가고 싶어하지 않았다. 또한 이반을 악어에게서 꺼내기 위해 악어를 구입하려는 시도에 독일인은 터무니없는 보상을 요구하며 강경한 거부 의사를 밝힌다. 결국 화자는 분노하며 파사주를 나와 집으로 가서 잠을 청한다.

### 4부
이반의 아내 옐레나 이바노브나를 짝사랑하던 화자는 옐레나와 대화를 하며 옐레나가 이혼을 준비한다는 사실을 알게 된다. 두 사람 간에 장난스러운 대화가 오간 후, 사무실에 도착한 화자는 배달된 신문을 읽게 된다. 신문의 내용은 파사주에 전시되었던 악어가 미식가들에 의해 잡아먹혔다는 것이였다.

## 등장인물
- 세묜 세묘니치(Семён Семёныч)

본명은 '세묜 세묘노비치 스트리조프'(Семён Семёнович Стрижов)로, 본 작품의 화자이다. 악어에게 잡아먹인 이반을 구해내기 위해 노력한다.
- 이반 마트레이치(Иван Матвеич)

관리로, 악어에게 잡아먹히지만 악어의 뱃속에서 살아남는다.
- 옐레나 이바노브나(Елена Ивановна)

이반 마트레이치의 아내이다.
- 독일인(Немец 네메츠[*])

악어의 주인으로, 악어의 배를 갈라 이반을 구하려는 시도를 완강히 거부한다.
- 티모페이 세묘니치(Тимофей Семёныч)

이반의 지인으로, 구시대적인 생각을 지녔지만 존경받는 지식인이다.

## 참고 문헌
- 표도르 미하일로비치 도스또예프스키 (2010년 6월 15일). 《악어 외》. 열린책들 세계문학 131. 번역 박혜경. 열린책들. ISBN 9788932911311.
- 김연경 (2005). “도스토예프스키의 ‘아케이드 프로젝트’:「악어」(1865)와 「콩알」(1873)을 중심으로”. 《러시아연구》 15 (1): 62-65. (구독 필요).